# Adrian Wooldridge
Adrian Wooldridge – brytyjski dziennikarz.

## Życiorys
Wooldridge studiował historię współczesną w Balliol College na Oxfordzie. Pracował naukowo w All Souls College (także na Oxfordzie), uzyskując w 1985 doktorat z filozofii. W latach 1984–1985 pracował też na University of California (Berkeley).
Obecnie jest redaktorem w magazynie The Economist. Do lipca 2009 był szefem biura tego pisma w Waszyngtonie, wcześniej też korespondentem: z Wybrzeża Zachodniego, z Wielkiej Brytanii i korespondentem w tematyce zarządzania. Pisze na temat polityki, o polityce społecznej, o wydarzeniach społecznych i politycznych. Razem z kolegą z magazynu Johnem Micklethwaitem (obecnie redaktorem naczelnym The Economist) opublikował kilka książek m.in. The Company. A Short History of a Revolutionary Idea, A Future Perfect. The Challenge and Hidden Promise of Globalisation – praca prezentująca silnie liberalne stanowisko wobec globalizacji, w tym argumenty, że przyczynia się ona do rozwoju gospodarczego, Witch Doctor – krytyczne opracowanie na temat teorii zarządzania i The Right Nation – studium na temat konserwatyzmu w Stanach Zjednoczonych.

## Publikacje
- Measuring the Mind. Education and Psychology in England 1860–1990

książki napisane z Johnem Micklethwaitem:
- The Witch Doctors. Making Sense of the Management Gurus
- The Company. A Short History of a Revolutionary Idea
- A Future Perfect. The Challenge and Promise of Globalization
- The Right Nation. Conservative Power in America
- God is Back. How the Global Revival of Faith Is Changing the World

## Tłumaczenia na język polski
- (z Johnem Micklethwaitem) Szamani zarządzania, Poznań 2000, s. 387, seria Antropos, ISBN 83-7150-706-2.
- (z Johnem Micklethwaitem) Czas przyszły doskonały. Wyzwania i ukryte obietnice globalizacji, Poznań 2003, s. 551, seria Antropos, ISBN 83-7298-225-2.